# パーソルテクノロジースタッフ
パーソルテクノロジースタッフ株式会社（英文名称：PERSOL TECHNOLOGY STAFF CO.,LTD.）は、かつて存在した日本の企業。東京都新宿区に本社を置く人材派遣会社で、パーソルホールディングス株式会社の子会社であった。
株式会社インテリジェンス（現：パーソルキャリア株式会社）のエンジニア派遣事業を吸収分割によりテンプスタッフ・テクノロジー株式会社に統合し、2017年1月に「パーソルテクノロジースタッフ株式会社」に社名変更。

## 事業内容
人材派遣
- ITエンジニア
- 機電エンジニア
- 新技術領域 (RPA・セキュリティ・ドローン・モデルベース)
- ITコンサル・アドバイザー（経営アドバイザー、IT導入・活用コンサル）

若年層雇用促進
- U_29

## 沿革
テンプスタッフ・テクノロジー株式会社
- 1973年5月 - テンプスタッフ株式会社（現：パーソルテンプスタッフ株式会社）設立
- 2001年4月 - テンプスタッフ株式会社（現：パーソルテンプスタッフ株式会社）初の育成プログラム（ネットワークエンジニア育成プログラム「Net Pro」）開始
- 2002年4月 - テンプスタッフ株式会社（現：パーソルテンプスタッフ株式会社）のIT事業統括部が分社し、テンプスタッフ・テクノロジー株式会社（現：パーソルテクノロジースタッフ株式会社）設立
- 2002年4月 - テンプスタッフ株式会社（現：パーソルテンプスタッフ株式会社）のIT事業統括部が分社し、テンプスタッフ・テクノロジー株式会社（現：パーソルテクノロジースタッフ株式会社）設立。エクスト株式会社（Java育成・教育会社）合併
- 2002年10月 - 人材紹介事業を開始
- 2004年10月 - プライバシーマーク認証取得
- 2005年10月 - セキュリティエンジニア育成プログラムを開始
- 2006年8月 - 人材サービス会社で初、データセンターサービスを提供
- 2007年4月 - テンプスタッフ株式会社（現：パーソルテンプスタッフ株式会社）が株式会社ワイズノットとIT技術者特定派遣事業における資本業務提携。 株式会社ワイズノットのHRソリューション事業（技術者特定派遣事業）を分社化し、株式会社ワイズノットヒューマンキャピタルを設立
- 2008年1月 - 「Webアプリケーション分野に特化したセキュリティ検査技術者の派遣サービス」で株式会社ユービーセキュアと協業開始
- 2008年1月 - 株式会社ワイズノットヒューマンキャピタル統合
- 2009年4月 - ピープルスタッフ株式会社（現：パーソルテンプスタッフ株式会社）エンジニアリング事業部および製造事業部統合
- 2009年8月 - セキュリティ支援事業を強化「企業の課題解決とセキュリティエンジニア育成」を開始（ユービーセキュア協業）
- 2013年4月 - iOS開発技術者実践型育成制度「AppPro」を開始
- 2013年5月 - TTハイブリッド・アウトソーシング・サービスを開始
- 2013年11月 - CAD（建築・土木系）・DTP職種のサービスを、首都圏・関西地区についてはテンプスタッフ株式会社（現：パーソルテンプスタッフ株式会社）、東海地区についてはテンプスタッフ・ピープル株式会社（現：パーソルテンプスタッフ株式会社）へ譲渡
- 2014年4月 - 企業ビジョン「TT 2020年Vision」を策定
- 2014年5月 - ITエンジニア育成　若年層就職支援サービス「U_29」を開始
- 2014年5月 - ITエンジニア育成　若年層就職支援サービス「U_29」を開始

株式会社インテリジェンス（現：パーソルキャリア株式会社）
- 1989年6月 - 株式会社インテリジェンス（現：パーソルキャリア株式会社）設立
- 1995年1月 - 人材派遣サービス開始
- 2000年4月 - ジャスダック上場
- 2008年7月 - 株式会社USEN配下で完全子会社化
- 2008年9月 - 上場廃止
- 2010年7月 - KKRグループのポートフォリオカンパニー化、常駐型EC運営代行サービス　株式会社ECパートナーズ設立
- 2013年4月 - インテリジェンスグループ（現：パーソルキャリア、パーソルプロセス&テクノロジー、PERSOL PROCESS & TECHNOLOGY VIETNAM CO., LTD.、パーソルチャレンジ、パーソル総合研究所）テンプホールディングス株式会社（現：パーソルホールディングス株式会社）配下で連結子会社化
- 2013年10月 - 株式会社ECパートナーズ統合
- 2014年1月 - プロフェッショナル人材向け支援サービス「i-Prowork」サービス開始
- 2016年1月 - 法人向け福利厚生事業「ショコラ（share of co life）」サービス開始
- 2016年2月 - 株式会社インテリジェンス（現：パーソルキャリア株式会社）の首都圏における事務派遣領域を吸収分割によりテンプスタッフ株式会社（現：パーソルテンプスタッフ株式会社）に統合
- 2016年2月 - 株式会社インテリジェンス（現：パーソルキャリア株式会社）の首都圏における事務派遣領域を吸収分割によりテンプスタッフ株式会社（現：パーソルテンプスタッフ株式会社）に統合

パーソルテクノロジースタッフ株式会社
- 2017年1月 - 株式会社インテリジェンス（現：パーソルキャリア株式会社）のエンジニア派遣事業を吸収分割によりテンプスタッフ・テクノロジー株式会社に統合し、「パーソルテクノロジースタッフ株式会社」に社名変更